# COLIBI
COLIBI (COmité de LIaison des Fabricants Européens de BIcyclettes) was een Europese belangenvereniging voor de fietsindustrie.
COLIBI werd op 1 maart 1973 opgericht, en had als doelstelling "het bevorderen van de algemene belangen van de Europese fietsindustrie". Sinds 2000 was René Takens, topman van de Heerenveense Accell Group, voorzitter van COLIBI. De organisatie was gevestigd in Brussel.
Op 19 november 2014 werd de organisatie samengevoegd met COLIPED naar CONEBI.

## Leden
- ABIMOTA (Portugal)
- AGORIA (België)
- ANCMA (Italië)
- FAPIC (Denemarken)
- FFÖ (Oostenrijk)
- MKKSZ (Hongarije)
- RAI Vereniging (Nederland)
- SEEB (Spanje)
- SPTY (Finland)
- Tous à Vélo! (Frankrijk)
- Z.I.V. (Duitsland)